# Manuel Gual
Manuel Gual (La Guaira, estat de Vargas, Veneçuela, 1759 - San José de Oruña, Illa de Trinitat, 25 d'octubre de 1800) va ser un militar i polític veneçolà que participà al costat de José María España i Joan Baptista Picornell en una conspiració fallida en contra del domini colonial espanyol.

## Primera època
Manuel Gual va néixer a La Guaira en 1759. No es coneix el dia, ni la data del seu naixement. Van ser els seus pares la criolla Josefa Inés Curbelo, i el coronel català Mateu Gual, distingit militar que va exercir càrrecs de responsabilitat, com a Governador de la província de Cumaná i Comandant de La Guaira i Puerto Cabello. Molt jove va ser incorporat com a cadet al "Batalló Veterà de Caracas", el 1777 obtingué el grau de sotstinent. Afeccionat a la lectura d'obres filosòfica i polítiques i en contacte amb persones que arribaven d'Europa, va assolir adquirir certa il·lustració. En les "Societats Secretes", va trobar informació sobre els esdeveniments de França i les idees liberals que començaven a estendre's arreu del món.
En l'època que va viure Manuel Gual, oncle de Pedro Gual, a Veneçuela no funcionaven encara lògies maçòniques. Les esmentades Societats Secretes, on es reunien periòdicament i en secret, les persones d'idees liberals, eren una mena de centres filosòfics, on es discutien problemes relacionats amb la llibertat i la justícia. Aquestes Societats Secretes, van ser establertes per espanyols i criolls, que havien visitat França o que van tenir contacte amb intel·lectuals que seguien els ensenyaments dels "enciclopedistes". Gual freqüentava aquestes Societats Secretes, en les quals es predicaven els principis de la francmaçoneria, que des de la conferència de Londres en 1717, s'havien difós per tot Europa. Per aquesta raó el seu nom ha estat inclòs entre les figures maçòniques del passat.

## Conspiració de Gual i España
En 1797 va fer amistat amb José María España, un altre liberal forjat en la maçoneria i també d'origen català. Junts van preparar el pla per a enderrocar al govern colonial i establir una República. Van celebrar diverses conferències en la casa d'España a Macuto, madurant la conspiració. Però van ser descoberts i obligats a escapar a l'estranger. Gual va romandre a Trinitat, mentre que Espanya intentava una altra revolució i va acabar penjat i esquarterat a Caracas. El 12 de juliol de 1799, li va escriure una carta a Francisco de Miranda, qui en resposta el va recomanar al govern anglès, per a brindar-li tota classe d'ajuda. Assabentat el govern espanyol dels contactes de Gual i per a callar-lo per sempre, va contractar els serveis d'un assassí, qui l'emmetzinà el 25 d'octubre de 1800.